# Herval
Herval é um município brasileiro do estado do Rio Grande do Sul. O nome é uma referência à grande quantidade de ervais nativos existentes na região.

## História
Em 1777 Espanha e Portugal firmaram um tratado (Tratado de Santo Ildefonso (1777), "Tratado Preliminar de Paz, e de Limites, na America Meridional..."), destinado a demarcar os limites entre as possessões de um e outro. Por este tratado, o rio Piratini e seu afluente arroio Basílio limitariam as possessões dos dois países. Sendo este arroio o limite norte do atual município de Herval, ficava o mesmo, portanto, pelo tratado de 1777, sob o domínio espanhol. Porém, Rafael Pinto Bandeira, que ficara encarregado de guarnecer a fronteira estipulada pelos demarcadores, insistiu em fazer avançar até o rio Jaguarão o domínio lusitano. Com esse objetivo, em meados de 1791, na margem direita do Arroio do Herval, inicia a construção de uma igreja, um quartel e um quadro de trincheiras. Aí estava, em pleno domínio adversário, o que seria o núcleo da atual cidade de Herval. Em meio a algumas escaramuças que esporadicamente ocorriam, o povoado foi crescendo.
O município foi emancipado de Jaguarão em 20 de maio de 1881, com cerca de 6 mil habitantes. Observou uma ascensão populacional no início do século XX, chegando à beira dos 10 mil habitantes. No entanto, através de fenômenos como a estagnação econômica da metade sul do estado, os movimentos migratórios e o êxodo rural, viu sua população reduzir e estagnar na faixa dos 7 mil, apesar de possuir praticamente a mesma área territorial da época de sua emancipação.
O único desmembramento da história da cidade foi na década de 90, quando perdeu uma pequena parte de sua zona rural no extremo oeste do município na fundação da cidade de Pedras Altas.
| Variação demográfica do município entre 1890 e 2010 |
|                                                     |
| Fonte: DGE (1890-1920); IBGE (1940-atual)           |

## Geografia
A sede urbana se localiza a uma latitude 32º01'25" sul e a uma longitude 53º23'44" oeste, estando a uma altitude de 287 metros. Possui uma área de 2798,3 km². O município é dividido em 7 distritos, em divisão territorial datada de 2001: Basílio, Bote, Cerro Chato, Coxilha do Lageado, Herval (sede urbana), Jaguarão Chico e Mingote. Segundo o Censo demográfico do Brasil de 2022, cerca de metade da população do município vivia na zona urbana e a outra metade na zona rural.

## Turismo
Atualmente as festas mais importantes da cidade são a Fejunahe (Festa Junina de Herval), que ocorre na semana de 24 de junho, em comemoração ao Padroeiro da cidade, São João Batista, bem como o Rodeio Internacional de Herval,  que ocorre na semana do dia 18 de janeiro, juntamente à comemoração do aniversário da cidade, organizado pelo Centro de Tradições Gaúchas - CTG Minuano com o apoio da Prefeitura Municipal de Herval. Também, nos meses de março é realizada a Confraternização do Moto Grupo Unidos pela Máquina.

## Figuras importantes
Tal artigo leva em consideração apenas os nascidos hervalenses, que possuem página no Wikipedia.
- João da Silva Tavares (Visconde de Cerro Alegre)
- Joaquim da Silva Tavares (Barão de Santa Tecla)
- João Nunes da Silva Tavares (Barão de Itaqui)
- Astrogildo Pereira da Costa (Barão de Aceguá)
- Demétrio José Xavier (Barão do Upacaraí)
- Luís Gonçalves das Chagas (Barão de Candiota)
- Henrique Francisco d'Ávila